# Az Újpest FC 2015–2016-os szezonja
Az Újpest FC 2015–2016-os szezonja lesz sorozatban a 104., összességében pedig a 110. idénye a csapatnak a magyar első osztályban. A klub fennállásának ekkor volt a 130. évfordulója. A szezon 2015 júliusában kezdődött és 2016 májusában ért véget.

## Játékoskeret
Utolsó módosítás: 2016. március 2.

*A vastaggal jelzett játékosok felnőtt válogatottsággal rendelkeznek.
| #  |              | Poszt | Név               |
| -- | ------------ | ----- | ----------------- |
| 1  | Magyarország | K     | Balajcza Szabolcs |
| 2  | Magyarország | V     | Nagy Tibor        |
| 3  | Belgium      | V     | Jonathan Heris    |
| 4  | Magyarország | V     | Kálnoki Kis Dávid |
| 5  | Magyarország | V     | Litauszki Róbert  |
| 6  | Magyarország | KP    | Windecker József  |
| 7  | Belgium      | CS    | Kylian Hazard     |
| 8  | Magyarország | KP    | Balogh Balázs     |
| 9  | Magyarország | CS    | Lencse László     |
| 11 | Montenegró   | CS    | Mihailo Perović   |
| 13 | Magyarország | V     | Mohl Dávid        |
| 14 | Magyarország | KP    | Nagy Gábor        |
| 15 | Magyarország | V     | Kecskés Ákos      |
| 17 | Macedónia    | CS    | Viktor Angelov    |

| #  |              | Poszt | Név               |
| -- | ------------ | ----- | ----------------- |
| 18 | Montenegró   | KP    | Bojan Sanković    |
| 19 | Szerbia      | KP    | Nemanja Andrić    |
| 20 | Mali         | KP    | Souleymane Diarra |
| 21 | Magyarország | KP    | Balázs Benjámin   |
| 22 | Magyarország | CS    | Kabát Péter       |
| 23 | Magyarország | K     | Banai Dávid       |
| 25 | Magyarország | CS    | Gere Zoltán       |
| 26 | Magyarország | KP    | Cseke Benjámin    |
| 27 | Magyarország | KP    | Pávkovics Bence   |
| 28 | Magyarország | CS    | Lázok János       |
| 29 | Macedónia    | KP    | Enis Bardhi       |
| 30 | Magyarország | V     | Bauer Péter       |
| 32 | Magyarország | K     | Kovács Zoltán     |
| 88 | Magyarország | KP    | Filkor Attila     |

### Átigazolások
2015. évi nyári átigazolási időszak, 
 2016. évi téli átigazolási időszak
| Név                | Nemzetiség         | Poszt              | Életkor            | Honnan               | Időpont            | Év                 | Név                  | Nemzetiség         | Poszt              | Életkor            | Hová                 | Időpont            | Év                 |
| Érkezett játékosok | Érkezett játékosok | Érkezett játékosok | Érkezett játékosok | Érkezett játékosok   | Érkezett játékosok | Érkezett játékosok | Távozott játékosok   | Távozott játékosok | Távozott játékosok | Távozott játékosok | Távozott játékosok   | Távozott játékosok | Távozott játékosok |
| Darwin Andrade     | kolumbiai          | V                  | 24                 | Standard Liège       | 2015. 06. 30. ()   | k.v.               | Berat Ahmeti         | albán              | CS                 | 20                 | sz.b.                | 2015. 06. 05. ()   |                    |
| Toricska Rajmond   | magyar             | KP                 | 22                 | Salgótarján BFC      | 2015. 06. 30. ()   | k.v.               | Loïc Nego            | francia            | V                  | 24                 | Charlton Athletic    | 2015. 06. 30. ()   | k.v.               |
| Rodrigo Rojo       | uruguayi           | V                  | 25                 | Sint-Truidense       | 2015. 06. 30. ()   | k.v.               | Kim Ojo              | nigériai           | CS                 | 26                 | KRC Genk             | 2015. 06. 30. ()   | k.v.               |
| Nagy János         | magyar             | V                  | 22                 | BFC Siófok           | 2015. 06. 30. ()   | k.v.               | Nemanja Andrić       | szerb              | KP                 | 28                 | Győri ETO            | 2015. 06. 30. ()   | k.v.               |
| Holdampf Gergő     | magyar             | KP                 | 20                 | Soproni VSE          | 2015. 06. 30. ()   | k.v.               | Hudák Dávid          | szlovák            | V                  | 22                 | Slovan Bratislava    | 2015. 06. 30. ()   | k.v.               |
| Kálnoki Kis Dávid  | magyar             | V                  | 23                 | MTK Budapest         | 2015. 07. 01. ()   | 3                  | Filip Stanisavljević | szerb              | KP                 | 28                 | AÓ Plataniá          | 2015. 07. 01. ()   | 1                  |
| Windecker József   | magyar             | KP                 | 22                 | Győri ETO            | 2015. 07. 01. ()   | 3                  | Nagy János           | magyar             | V                  | 22                 | BFC Siófok           | 2015. 07. 01. ()   |                    |
| Kovács Zoltán      | magyar             | K                  | 30                 | Dinamo București     | 2015. 07. 01. ()   | 3                  | Darwin Andrade       | kolumbiai          | V                  | 24                 | Standard Liège       | 2015. 07. 03. ()   | 4                  |
| Kylian Hazard      | belga              | KP                 | 19                 | Zulte-Waregem        | 2015. 07. 01. ()   | 3                  | Asmir Suljić         | bosnyák            | CS                 | 23                 | Videoton             | 2015. 08. 28. ()   | 3                  |
| Cseke Benjámin     | magyar             | KP                 | 20                 | MTK Budapest         | 2015. 07. 01. ()   | k.                 | Vadász Viktor        | magyar             | V                  | 29                 | sz.b.                | 2015. 08. 31. ()   |                    |
| Filkor Attila      | magyar             | KP                 | 26                 | AC Milan             | 2015. 07. 01. ()   | 1                  | Forró Gyula          | magyar             | V                  | 27                 | Puskás Akadémia      | 2016. 01. 12. ()   | 2,5                |
| Sallói Dániel      | magyar             | CS                 | 18                 | Sporting Kansas City | 2015. 07. 01. ()   | 1                  | Sallói Dániel        | magyar             | CS                 | 19                 | Sporting Kansas City | 2016. 01. 13. ()   |                    |
| Mohl Dávid         | magyar             | V                  | 30                 | Pécsi MFC            | 2015. 07. 16. ()   | 2                  | Tóth Patrik          | magyar             | CS                 | 19                 | Budaörsi SC          | 2016. 01. 13. ()   | k.                 |
| Mbaye Diagne       | szenegáli          | CS                 | 23                 | Juventus             | 2015. 08. 15. ()   | 4                  | Mbaye Diagne         | szenegáli          | CS                 | 24                 | Tiencsin Teda FC     | 2016. 02. 05. ()   |                    |
| Souleymane Diarra  | mali               | KP                 | 20                 | Wydad Casablanca     | 2015. 08. 26. ()   | 3                  |                      |                    |                    |                    |                      |                    |                    |
| Balázs Benjámin    | magyar             | KP                 | 25                 | Teplice              | 2015. 08. 29. ()   | 3                  |                      |                    |                    |                    |                      |                    |                    |
| Kecskés Ákos       | magyar             | V                  | 19                 | Atalanta             | 2015. 08. 30. ()   | k.                 |                      |                    |                    |                    |                      |                    |                    |
| Nemanja Andrić     | szerb              | KP                 | 28                 | Győri ETO            | 2015. 08. 31. ()   | 2                  |                      |                    |                    |                    |                      |                    |                    |
| Nagy Tibor         | magyar             | V                  | 24                 | MTK Budapest         | 2015. 08. 31. ()   | k.                 |                      |                    |                    |                    |                      |                    |                    |
| Viktor Angelov     | macedón            | CS                 | 21                 | Metalurg Szkopje     | 2016. 01. 23. ()   | 3                  |                      |                    |                    |                    |                      |                    |                    |
| Lázok János        | magyar             | CS                 | 31                 | Vasas SC             | 2016. 02. 08. ()   |                    |                      |                    |                    |                    |                      |                    |                    |
| Lencse László      | magyar             | CS                 | 27                 | Puskás Akadémia      | 2016. 02. 09. ()   | k.                 |                      |                    |                    |                    |                      |                    |                    |

Megjegyzés: (k.v.) = kölcsönből vissza; (k.) = kölcsönbe; (sz.b.) = szerződésbontás; (a.p.b.) = aktív pályafutását befejezte

## Statisztikák
Utolsó elszámolt mérkőzés dátuma: 2016. március 12.

### Összesített statisztika
A felkészülési mérkőzéseket nem vettük figyelembe.
| Lejátszott mérkőzés                      | 32 (26 OTP Bank Liga, 6 Magyar kupa) |
| Győzelem                                 | 16 (10 OTP Bank Liga, 6 Magyar kupa) |
| Döntetlen                                | 11 (10 OTP Bank Liga, 1 Magyar kupa) |
| Vereség                                  | 5 (5 OTP Bank Liga, 0 Magyar kupa) |
| Szerzett gól                             | 74 (33 OTP Bank Liga, 41 Magyar kupa) |
| Kapott gól                               | 28 (24 OTP Bank Liga, 4 Magyar kupa) |
| Gólkülönbség                             | +46 |
| Sárga lap                                | 52 (45 OTP Bank Liga, 6 Magyar kupa) |
| Kiállítás                                | 3 (3 OTP Bank Liga, 0 Magyar kupa) |
| Legtöbbet figyelmeztetett játékos        | minden kiírás: 7 figyelmeztetés Heris (6 és 1 ) csak OTP Bank Liga: 6 figyelmeztetés Heris (5 és 1 ) |
| Legtöbbször pályára lépő játékos         | 31 mérkőzésből 30-szor: Balogh B. 27-szer: Bardhi, Mohl 26-szor: Litauszki |
| Legnagyobb arányú győzelem               | 14–1 Vértessomlói KSK, idegenben (2015. 08. 12. – Magyar kupa, 1. forduló) |
| Legnagyobb arányú vereség                | 0–3 Videoton, idegenben (2015. 09. 19. – OTP Bank Liga, 9. forduló) |
| Legmagasabb hazai nézőszám               | 8 445 néző, Ferencváros 1–2 (2015. 09. 12. – OTP Bank Liga, 8. forduló) |
| Legalacsonyabb hazai nézőszám            | 500 néző, Zalaegerszeg 1–1 (2015. 11. 18. – Magyar kupa, Nyolcaddöntő, Második mérkőzés) |
| Leghosszabb bajnoki veretlenségi sorozat | összesen: 13 mérkőzés, 2015. 04. 19-től (OTP Bank Liga 2014–2015, 24. forduló, Újpest – Pápa) 2015. 08. 22-ig (OTP Bank Liga, 6. forduló, Újpest – Haladás) csak az idei kiírás: 10 mérkőzés, 2015. 10. 24-től (OTP Bank Liga, 13. forduló, Újpest – Vasas) 2016. 02. 27-ig (OTP Bank Liga, 22. forduló, Újpest – Debrecen) |
| Góllövőlista                             | 11 gól: Diagne (11 OTP Bank Liga, 0 Magyar kupa) 10 gól: Bardhi (4 OTP Bank Liga, 6 Magyar kupa) 7 gól: Kabát (0 OTP Bank Liga, 7 Magyar kupa) |
| Pont*                                    | 40/75 (53%) |

* Csak az OTP Bank Liga kiírást figyelembe véve.

### Kiírások
Dőlttel a jelenleg még le nem zárult kiírásokat illetve az azokban elért helyezést jelöltük.
| Kiírás        | Statisztikák | Statisztikák | Statisztikák | Statisztikák | Statisztikák | Statisztikák | Kezdő forduló/ helyezés | Végső forduló/ helyezés | Mérkőzések dátumai | Mérkőzések dátumai |
| Kiírás        | M            | GY           | D            | V            | LG–KG        | GK           | Kezdő forduló/ helyezés | Végső forduló/ helyezés | Első               | Utolsó             |
| ------------- | ------------ | ------------ | ------------ | ------------ | ------------ | ------------ | ----------------------- | ----------------------- | ------------------ | ------------------ |
| OTP Bank Liga | 25           | 10           | 10           | 05           | 33 – 24      | 0+9          | 6.                      | 3.                      | 2015. 07. 18.      | 2016. 03. 12.      |
| Magyar kupa   | 07           | 06           | 01           | 0            | 41 – 04      | +38          | 1. forduló              | Elődöntő                | 2015. 08. 12.      | 2016. 03. 02.      |
| Összesen      | 32           | 16           | 11           | 05           | 74 – 28      | +47          |                         |                         |                    |                    |

### Játékos statisztikák
A táblázat a szezon összes mérkőzését tartalmazza (kivéve a felkészülési találkozókat), a játékosok mezszáma alapján rendezve.
A mérkőzés oszlopban az összes pályára lépés számát mutatjuk (zárójelben, hogy ebből hányszor volt csere).
Utolsó elszámolt mérkőzés: 2016. március 2.
| K                                           | 01       | Balajcza Szabolcs | 21 (0)  | 0  | 1887 | 20 (0) | 0   | 1797 | 01 (0)  | 0  | 090  | 0  | 01 | 0 |
| V                                           | 02       | Nagy Tibor        | 12 (1)  | 0  | 0898 | 09 (1) | 0   | 0631 | 03 (0)  | 0  | 0257 | 04 | 0  | 0 |
| V                                           | 03       | Jonathan Heris    | 21 (0)  | 0  | 1827 | 17 (0) | 0   | 1467 | 04 (0)  | 0  | 0360 | 05 | 01 | 0 |
| V                                           | 04       | Kálnoki Kis Dávid | 20 (0)  | 01 | 1751 | 16 (0) | 01  | 1481 | 04 (0)  | 0  | 0360 | 03 | 01 | 0 |
| V                                           | 05       | Litauszki Róbert  | 24 (1)  | 01 | 2115 | 21 (1) | 0   | 1755 | 04 (0)  | 0  | 0360 | 05 | 0  | 0 |
| KP                                          | 06       | Windecker József  | 03 (0)  | 0  | 0270 | 03 (0) | 0   | 0270 | 0 0 (0) | 0  | 0    | 01 | 0  | 0 |
| KP                                          | 07       | Kylian Hazard     | 23 (3)  | 04 | 1595 | 19 (1) | 03  | 1399 | 03 (2)  | 01 | 0191 | 01 | 0  | 0 |
| KP                                          | 08       | Balogh Balázs     | 28 (0)  | 06 | 2364 | 22 (0) | 02  | 1914 | 06 (0)  | 04 | 0495 | 02 | 0  | 0 |
| CS                                          | 09       | Lencse László     | 03 (0)  | 01 | 0270 | 03 (0) | 01  | 0270 | 00 (0)  | 0  | 0    | 0  | 0  | 0 |
| CS                                          | 011      | Mihailo Perović   | 11 (6)  | 05 | 0545 | 08 (7) | 03  | 0356 | 03 (1)  | 02 | 0191 | 0  | 0  | 0 |
| V                                           | 013      | Mohl Dávid        | 25 (2)  | 03 | 2083 | 21 (1) | 01  | 1800 | 04 (1)  | 02 | 0293 | 02 | 0  | 0 |
| KP                                          | 014      | Nagy Gábor        | 16 (2)  | 02 | 1191 | 11 (2) | 0   | 0831 | 05 (0)  | 02 | 0360 | 04 | 0  | 0 |
| V                                           | 015      | Kecskés Ákos      | 05 (2)  | 0  | 0252 | 02 (2) | 0   | 072  | 03 (0)  | 0  | 0270 | 0  | 0  | 0 |
| CS                                          | 017      | Viktor Angelov    | 05 (5)  | 0  | 0134 | 03 (3) | 0   | 083  | 02 (2)  | 0  | 051  | 0  | 0  | 0 |
| KP                                          | 018      | Bojan Sanković    | 20 (1)  | 01 | 1556 | 15 (1) | 01  | 1210 | 05 (0)  | 0  | 0346 | 03 | 0  | 0 |
| KP                                          | 019      | Nemanja Andrić    | 18 (6)  | 04 | 1148 | 14 (4) | 01  | 0933 | 0 4 (2) | 03 | 0215 | 0  | 0  | 0 |
| KP                                          | 020      | Souleymane Diarra | 01 (0)  | 0  | 090  | 00 (0) | 0   | 0    | 0 1 (0) | 0  | 090  | 0  | 0  | 0 |
| KP                                          | 021      | Balázs Benjámin   | 15 (4)  | 01 | 0847 | 11 (1) | 0   | 0705 | 0 4 (3) | 01 | 0172 | 01 | 0  | 0 |
| CS                                          | 022      | Kabát Péter       | 08 (4)  | 07 | 0343 | 04 (4) | 0   | 051  | 04 (0)  | 07 | 0292 | 0  | 0  | 0 |
| K                                           | 023      | Banai Dávid       | 00 (0)  | 0  | 0    | 00 (0) | 0   | 0    | 00 (0)  | 0  | 0    | 0  | 0  | 0 |
| CS                                          | 025      | Gere Zoltán       | 01 (0)  | 0  | 090  | 00 (0) | 0   | 0    | 01 (0)  | 0  | 090  | 0  | 0  | 0 |
| KP                                          | 026      | Cseke Benjámin    | 16 (10) | 03 | 0649 | 10 (9) | 0   | 0198 | 06 (1)  | 03 | 0451 | 0  | 0  | 0 |
| KP                                          | 027      | Pávkovics Bence   | 01 (0)  | 0  | 090  | 00 (0) | 0   | 0    | 01 (0)  | 0  | 090  | 0  | 0  | 0 |
| CS                                          | 028      | Lázok János       | 00 (0)  | 0  | 0    | 00 (0) | 0   | 0    | 00 (0)  | 0  | 0    | 0  | 0  | 0 |
| KP                                          | 029      | Enis Bardhi       | 25 (7)  | 09 | 1755 | 20 (5) | 03  | 1479 | 05 (2)  | 06 | 0296 | 03 | 0  | 0 |
| V                                           | 030      | Bauer Péter       | 00 (0)  | 0  | 0    | 00 (0) | 0   | 0    | 00 (0)  | 0  | 0    | 0  | 0  | 0 |
| K                                           | 032      | Kovács Zoltán     | 08 (0)  | 0  | 0720 | 02 (0) | 0   | 0180 | 06 (0)  | 0  | 0540 | 0  | 0  | 0 |
| KP                                          | 088      | Filkor Attila     | 09 (5)  | 0  | 0305 | 06 (4) | 0   | 0147 | 03 (1)  | 0  | 0158 | 0  | 0  | 0 |
| Már nem tagjai az aktuális játékoskeretnek: |          |                   |         |    |      |        |     |      |         |    |      |    |    |   |
| CS                                          | 09       | Mbaye Diagne      | 16 (3)  | 11 | 1237 | 14 (1) | 011 | 1204 | 02 (2)  | 0  | 033  | 04 | 0  | 0 |
| V                                           | 017      | Forró Gyula       | 07 (1)  | 0  | 0537 | 04 (1) | 0   | 0267 | 03 (0)  | 0  | 0270 | 0  | 0  | 0 |
| CS                                          | 024      | Tóth Patrik       | 07 (5)  | 02 | 0259 | 06 (5) | 01  | 0169 | 01 (0)  | 01 | 090  | 01 | 0  | 0 |
| CS                                          | 025      | Vadász Viktor     | 03 (2)  | 0  | 0118 | 03 (2) | 0   | 0118 | 00 (0)  | 0  | 0    | 0  | 0  | 0 |
| V                                           | 028      | Gubacsi Zoltán    | 02 (2)  | 0  | 044  | 00 (0) | 0   | 0    | 01 (1)  | 0  | 044  | 0  | 0  | 0 |
| V                                           | 030      | Sallói Dániel     | 17 (6)  | 06 | 1051 | 12 (3) | 01  | 0657 | 05 (1)  | 05 | 0394 | 02 | 0  | 0 |
| CS                                          | 099      | Asmir Suljić      | 06 (1)  | 03 | 0450 | 05 (0) | 0   | 0450 | 01 (1)  | 03 | 029  | 01 | 0  | 0 |
|                                             |          | öngól             |         | 0  |      |        | 0   |      |         | 0  |      |    |    |   |
| Összesen                                    | Összesen | Összesen          |         | 71 |      |        | 30  |      |         | 41 |      | 45 | 03 |   |

Jelmagyarázat: K: kapus, V: védő, KP: középpályás, CS: csatár.

### Nézőszámok
Az alábbi táblázatban az Újpest FC 2015–16-os szezonjának hazai nézőszámai szerepelnek.
A táblázat nem tartalmazza a felkészülési mérkőzéseket.
      OTP Bank Liga
      Magyar kupa
| Időpont       | Kiírás, forduló                             | Ellenfél                  | Nézőszám   | Helyszín              |
| 2015. 07. 18. | OTP Bank Liga, 1. forduló                   | Paks                      | 02 637 fő  | Szusza Ferenc Stadion |
| 2015. 08. 01. | OTP Bank Liga, 3. forduló                   | Békéscsaba                | 03 692 fő  | Szusza Ferenc Stadion |
| 2015. 08. 08. | OTP Bank Liga, 4. forduló                   | Puskás Akadémia           | 03 060 fő  | Szusza Ferenc Stadion |
| 2015. 08. 15. | OTP Bank Liga, 5. forduló                   | Budapest Honvéd           | 04 157 fő  | Szusza Ferenc Stadion |
| 2015. 08. 22. | OTP Bank Liga, 6. forduló                   | Haladás                   | 03 050 fő  | Szusza Ferenc Stadion |
| 2015. 09. 12. | OTP Bank Liga, 8. forduló                   | Ferencváros               | 08 845 fő  | Szusza Ferenc Stadion |
| 2015. 09. 26. | OTP Bank Liga, 10. forduló                  | MTK Budapest              | 01 444 fő  | Szusza Ferenc Stadion |
| 2015. 10. 24. | OTP Bank Liga, 13. forduló                  | Vasas                     | 01 834 fő  | Szusza Ferenc Stadion |
| 2015. 11. 18. | Magyar kupa, nyolcaddöntő, második mérkőzés | Zalaegerszeg              | 0 500 fő   | Szusza Ferenc Stadion |
| 2015. 12. 05. | OTP Bank Liga, 18. forduló                  | Diósgyőr                  | 02 514 fő  | Szusza Ferenc Stadion |
| 2016. 02. 10. | Magyar kupa, negyeddöntő, első mérkőzés     | Tiszaújváros              | 0 600 fő   | Szusza Ferenc Stadion |
| 2016. 02. 13. | OTP Bank Liga, 20. forduló                  | Videoton                  | 02 564 fő  | Szusza Ferenc Stadion |
| 2016. 02. 20. | OTP Bank Liga, 21. forduló                  | MTK Budapest              | 02 746 fő  | Szusza Ferenc Stadion |
| 2016. 02. 27. | OTP Bank Liga, 22. forduló                  | Debrecen                  | 03 347 fő  | Szusza Ferenc Stadion |
| 2016. 03. 12. | OTP Bank Liga, 25. forduló                  | Diósgyőr                  | 03 017 fő  | Szusza Ferenc Stadion |
| 2016. 04. 06. | OTP Bank Liga, 29. forduló                  | Budapest Honvéd           | 01 131 fő  | Szusza Ferenc Stadion |
| 2016. 04. 09. | OTP Bank Liga, 27. forduló                  | Puskás Akadémia           | 02 014 fő  | Szusza Ferenc Stadion |
| Összesen      | 15 OTP Bank Liga mérkőzés                   | 15 OTP Bank Liga mérkőzés | 046 052 fő | átlag: 03 070 fő      |
| Összesen      | 2 Magyar Kupa mérkőzés                      | 2 Magyar Kupa mérkőzés    | 01 100 fő  | átlag: 0 550 fő       |
| Összesen      | 17 mérkőzés                                 | 17 mérkőzés               | 047 152 fő | átlag: 02 774 fő      |

### Játékvezetők
Azon játékvezetők, akik legalább egy mérkőzést vezettek az Újpest FC csapatának. 
A táblázat nem tartalmazza a felkészülési- és nemzetközi kupamérkőzéseket.
| Játékvezető        | Mérkőzés száma | Mérkőzés száma | Összesen |
| Játékvezető        | OTP Bank Liga  | Magyar kupa    | 32       |
| ------------------ | -------------- | -------------- | -------- |
| Kassai Viktor      | 4              |                | 4        |
| Vad II. István     | 4              |                | 4        |
| Andó-Szabó Sándor  | 3              |                | 3        |
| Farkas Ádám        | 3              |                | 3        |
| Bognár Tamás       | 2              |                | 2        |
| Iványi Zoltán      | 2              |                | 2        |
| Pintér Csaba       | 2              |                | 2        |
| Solymosi Péter     | 2              |                | 2        |
| Erdős József       | 1              | 1              | 2        |
| Németh Ádám        | 1              |                | 1        |
| Szabó Zsolt        | 1              |                | 1        |
| Bogár Gergő        |                | 1              | 1        |
| Gyarmati II. Tibor |                | 1              | 1        |
| Molnár Attila      |                | 1              | 1        |
| Németh Renáta      |                | 1              | 1        |
| Radványi Ádám      |                | 1              | 1        |
| Szilasi Szabolcs   |                | 1              | 1        |

## OTP Bank Liga

### Első kör
Győzelem
      Döntetlen
      Vereség
| 1. forduló 2015. július 18., szombat 18.00 |

| Újpest                               | 0 – 0       | Paks                            |
| ------------------------------------ | ----------- | ------------------------------- |
| Kálnoki Kis 32′, 90+3′ Litauszki 42' | Jegyzőkönyv | 42' Gévay 50' Bartha 53' Bertus |

| Szusza Ferenc Stadion, Budapest Nézőszám: 2 637 Játékvezető: Szabó Zsolt (magyar) Asszisztensek: Viszokai László, Buzás Balázs |

- Újpest FC: Balajcza  – Mohl, Kálnoki Kis, Heris, Litauszki – Nagy G., Sanković (Bardi  71'), K. Hazard (Filkor  76'), Balogh B. – Sallói, Suljić

| 2. forduló 2015. július 25., szombat 20.30 |

| Vasas                                             | 1 – 3               | Újpest                                         |
| ------------------------------------------------- | ------------------- | ---------------------------------------------- |
| Remili 41' Grúz 63' Pajović 49′, 76′ Hangya 90+1' | (1 – 1) Jegyzőkönyv | 30' Mohl 52' Sallói 59' 80' Sanković 33' Heris |

| Illovszky Rudolf Stadion, Budapest Nézőszám: 4 500 Játékvezető: Vad II. István (magyar) Asszisztensek: Király Krisztián, Georgiou Theodoros |

- Újpest FC: Balajcza  – Forró (Bardi  39'), Sanković, Heris, Mohl – Nagy G., Filkor (Perović  9'), Balogh B., K. Hazard (Tóth P.  89') – Sallói, Suljić

| 3. forduló 2015. augusztus 1., szombat 18.00 |

| Újpest                               | 2 – 0               | Békéscsaba                                       |
| ------------------------------------ | ------------------- | ------------------------------------------------ |
| Kálnoki Kis 23' Perović 43' Nagy 55' | (2 – 0) Jegyzőkönyv | 55' Bényei 55' Fehér 58' Korudzhiev 90+1' Laczkó |

| Szusza Ferenc Stadion, Budapest Nézőszám: 3 692 Játékvezető: Németh Ádám (magyar) Asszisztensek: Tóth II. Vencel, Becséri Gergely |

- Újpest FC: Balajcza  – Nagy G., Heris, Kálnoki Kis, Mohl – Suljić, Sanković, Balogh B., K. Hazard (Bardi  75') – Sallói (Cseke  88'), Perović (Tóth P.  65')

| 4. forduló 2015. augusztus 8., szombat 18.00 |

| Újpest                                                        | 2 – 2               | Puskás Akadémia                  |
| ------------------------------------------------------------- | ------------------- | -------------------------------- |
| Perović 36' Bardi 90+2' Sanković 54' Suljić 57' Litauszki 68' | (1 – 2) Jegyzőkönyv | 45' Sallai 45+3' Heris 88' Hudák |

| Szusza Ferenc Stadion, Budapest Nézőszám: 3 060 Játékvezető: Pintér Csaba (magyar) Asszisztensek: dr. Varga Zsolt, Márkus Tamás |

- Újpest FC: Balajcza  – Nagy G., Heris (Litauszki  45'), Kálnoki Kis, Mohl – Suljić, Sanković, Balogh B., K. Hazard (Bardi  57'), Sallói (Tóth P.  57') – Perović

| 5. forduló 2015. augusztus 15., szombat 18.00 |

| Újpest                              | 1 – 1               | Budapest Honvéd                                                         |
| ----------------------------------- | ------------------- | ----------------------------------------------------------------------- |
| Tóth P. 88' 67' Nagy 46' Balogh 73' | (0 – 0) Jegyzőkönyv | 62' 20' Youla 45' Kamber 49' Prosser 68' Lovrić 90+2' Gazdag 90+4' Nagy |

| Szusza Ferenc Stadion, Budapest Nézőszám: 4 157 Játékvezető: Vad II. István (magyar) Asszisztensek: Berettyán Péter, Viszokai László |

- Újpest FC: Balajcza  – Nagy G., Litauszki, Kálnoki Kis, Mohl – Suljić, Sanković, Balogh B., K. Hazard (Vadász  64'), Bardi (Cseke  75') – Perović (Tóth P.  64')

| 6. forduló 2015. augusztus 22., szombat 18.00 |

| Újpest | 0 – 0               | Haladás |
| ------ | ------------------- | ------- |
|        | (0 – 0) Jegyzőkönyv |         |

| Szusza Ferenc Stadion, Budapest Nézőszám: 3 050 Játékvezető: Andó-Szabó Sándor (magyar) Asszisztensek: Albert István, Bozó Zoltán |

- Újpest FC: Balajcza  – Vadász, Litauszki, Kálnoki Kis, Mohl – Nagy G. (Cseke  85'), Sanković, Balogh B., K. Hazard (Bardi  60'), Sallói – Tóth P. (Diagne  60')

| 7. forduló 2015. augusztus 29., szombat 18.00 |

| Diósgyőr                                                               | 2 – 1               | Újpest                                    |
| ---------------------------------------------------------------------- | ------------------- | ----------------------------------------- |
| Bognár 90+2' Tamás 90+4' Nikházi 16' Bacsa 33' Barczi 65' Takács 90+5' | (0 – 1) Jegyzőkönyv | 14' (11-esből) Balogh 54' Hazard 90' Nagy |

| DVTK-stadion, Miskolc Nézőszám: 4 580 Játékvezető: Bognár Tamás (magyar) Asszisztensek: Lémon Oszkár, Georgiou Theodoros |

- Újpest FC: Balajcza  – Nagy G., Litauszki, Kálnoki Kis (Vadász  87'), Mohl – K. Hazard (Filkor  81'), Bardi, Balogh B., Sanković, Sallói – Diagne

| 8. forduló 2015. szeptember 12., szombat 20.30 |

| Újpest                             | 1 – 2               | Ferencváros                                                 |
| ---------------------------------- | ------------------- | ----------------------------------------------------------- |
| Diagne 3' Mohl 38' Kálnoki Kis 68' | (1 – 0) Jegyzőkönyv | 78' 89' Böde 57' Nalepa 75' Dilaver 87' Leandro 90' Ramírez |

| Szusza Ferenc Stadion, Budapest Nézőszám: 8 445 Játékvezető: Kassai Viktor (magyar) Asszisztensek: Berettyán Péter, Horváth Róbert |

- Újpest FC: Balajcza  – Heris, Litauszki, Kálnoki Kis, Mohl – Balogh B., Sanković, K. Hazard (Nagy G.  59'), Andrić (Filkor  56'), Balázs (Nagy T.  72') – Diagne

| 9. forduló 2015. szeptember 19., szombat 20.30 |

| Videoton                                 | 3 – 0               | Újpest                             |
| ---------------------------------------- | ------------------- | ---------------------------------- |
| Gyurcsó 58' (11-esből) 86' Kovács I. 90' | (0 – 0) Jegyzőkönyv | 28' Sallói 42′, 72′ Heris 58' Mohl |

| Sóstói Stadion, Székesfehérvár Nézőszám: 2 589 Játékvezető: Solymosi Péter (magyar) Asszisztensek: Ring György, Lémon Oszkár |

- Újpest FC: Balajcza  – Litauszki, Heris, Kálnoki Kis, Mohl – Nagy G. (Kabát  84'), Sallói (Tóth P.  67'), Balogh B., Balázs B. (Filkor  54'), Andrić – Diagne

| 10. forduló 2015. szeptember 26., szombat 20.30 |

| Újpest                                                            | 2 – 2               | MTK Budapest                           |
| ----------------------------------------------------------------- | ------------------- | -------------------------------------- |
| Diagne 14' 15' Bardi 48' Nagy T. 23' Balajcza 50′, 87′ Sallói 82' | (1 – 0) Jegyzőkönyv | 63' Torghelle 88' (11-esből) 90' Kanta |

| Szusza Ferenc Stadion, Budapest Nézőszám: 1 444 Játékvezető: Iványi Zoltán (magyar) Asszisztensek: Albert István, Georgiou Theodoros |

- Újpest FC: Balajcza  – Nagy T., Litauszki, Kálnoki Kis (Forró  51'), Mohl – Sanković, Bardi (Nagy G.  71'), Balogh B., Filkor (Sallói  45'), Andrić – Diagne

| 11. forduló 2015. október 3., szombat 18.00 |

| Debrecen              | 1 – 1               | Újpest                           |
| --------------------- | ------------------- | -------------------------------- |
| Tisza 28' Brković 78' | (1 – 1) Jegyzőkönyv | 32' Diagne 72' Bardi 76' Nagy T. |

| Nagyerdei stadion, Debrecen Nézőszám: 4 052 Játékvezető: Farkas Ádám (magyar) Asszisztensek: Lémon Oszkár, Kelemen Attila |

- Újpest FC: Kovács Z. – Nagy T., Litauszki , Heris, Mohl – Balázs B., Bardi, Balogh B., K. Hazard (Perović  87'), Andrić – Diagne

### Második kör
Győzelem
      Döntetlen
      Vereség
| 12. forduló 2015. október 17., szombat 18.00 |

| Paks                              | 1 – 0               | Újpest                |
| --------------------------------- | ------------------- | --------------------- |
| Bertus 70' Kulcsár 64' Bajner 85' | (0 – 0) Jegyzőkönyv | 87' Nagy T. 90' Heris |

| Fehérvári úti stadion, Paks Nézőszám: 1 521 Játékvezető: Andó-Szabó Sándor (magyar) Asszisztensek: Buzás Balázs, Kormányos II. Gábor |

- Újpest FC: Balajcza  – Nagy T., Litauszki, Heris, Mohl – Balázs B. (Kabát  76'), Bardi, Balogh B., K. Hazard (Sallói  76'), Andrić – Diagne

| 13. forduló 2015. október 24., szombat 17.30 |

| Újpest                    | 2 – 0               | Vasas                 |
| ------------------------- | ------------------- | --------------------- |
| Diagne 80' (11-esből) 85' | (0 – 0) Jegyzőkönyv | 4' Könyves 54' Remili |

| Szusza Ferenc Stadion, Budapest Nézőszám: 1 834 Játékvezető: Erdős József (magyar) Asszisztensek: dr. Varga Zsolt, Demeter János |

- Újpest FC: Balajcza  – Nagy T. (K. Hazard  45'), Litauszki, Heris, Kálonki Kis, Forró – Balázs B. (Kabát  70'), Bardi, Balogh B., Andrić – Diagne (Sanković  90')

| 14. forduló 2015. október 31., szombat 18.00 |

| Békéscsaba                           | 1 – 3               | Újpest                                                         |
| ------------------------------------ | ------------------- | -------------------------------------------------------------- |
| Birtalan 5' Bényei 40' Punoševac 69' | (1 – 0) Jegyzőkönyv | 78' 41' Diagne 86' Perović 90' Balogh B. 68' Nagy G. 89' Heris |

| Kórház utcai stadion, Békéscsaba Nézőszám: 1 485 Játékvezető: Bognár Tamás (magyar) Asszisztensek: Erős Gábor, Viszokai László |

- Újpest FC: Balajcza  – Litauszki, Heris, Kálnoki Kis, Forró – Nagy G. (Sallói  72'), Sanković, Balogh B., Bardi – Diagne (Mohl  90'), Andrić (Perović  60')

| 16. forduló 2015. november 21., szombat 15.30 |

| Budapest Honvéd      | 1 – 2               | Újpest                              |
| -------------------- | ------------------- | ----------------------------------- |
| Bobál 81' Baráth 90' | (0 – 0) Jegyzőkönyv | 68' Diagne 73' K. Hazard 11' Balázs |

| Bozsik József Stadion, Budapest Nézőszám: 1 500 Játékvezető: Farkas Ádám (magyar) Asszisztensek: Ring György, Tóth II. Vencel |

- Újpest FC: Kovács Z. – Litauszki , Heris, Kálnoki Kis, Mohl – Bardi, Sanković, Balogh B., K. Hazard (Cseke  88'), Balázs (Andrić  63') – Diagne

| 17. forduló 2015. november 28., szombat 15.30 |

| Haladás                                              | 0 – 3               | Újpest                                                              |
| ---------------------------------------------------- | ------------------- | ------------------------------------------------------------------- |
| Gosztonyi 15' Iszlai 27' T. Wils 69' Jagodics M. 89' | (0 – 2) Jegyzőkönyv | 9' K. Hazard 30' Litauszki 60' 60' Diagne 45' Kálnoki Kis 82' Bardi |

| Rohonci úti stadion, Szombathely Nézőszám: 2 817 Játékvezető: Solymosi Péter (magyar) Asszisztensek: Lémon Oszkár, Farkas Balázs |

- Újpest FC: Balajcza  – Litauszki, Heris, Kálnoki Kis, Mohl – Balázs, Bardi, Sanković (Andrić  61'), K. Hazard (Cseke  77'), Balogh B. – Diagne (Perović  84')

| 15. forduló 2015. december 1., szombat 18.00 |

| Puskás Akadémia         | 1 – 1               | Újpest           |
| ----------------------- | ------------------- | ---------------- |
| Nagy Zs. 67' Lencse 24' | (0 – 0) Jegyzőkönyv | 90+4' 82' Diagne |

| Pancho Aréna, Felcsút Nézőszám: 1 302 Játékvezető: Andó-Szabó Sándor (magyar) Asszisztensek: Huszár Balázs, Kóbor Péter |

- Újpest FC: Balajcza  – Litauszki, Heris, Kálnoki Kis, Mohl – Balázs (Perović  75'), Bardi, K. Hazard, Balogh B. (Andrić  74'), Cseke – Diagne

| 18. forduló 2015. december 5., szombat 14.30 |

| Újpest               | 2 – 1               | Diósgyőr         |
| -------------------- | ------------------- | ---------------- |
| Bardi 33' Diagne 88' | (1 – 0) Jegyzőkönyv | 53' 82' Novothny |

| Szusza Ferenc Stadion, Budapest Nézőszám: 2 514 Játékvezető: Pintér Csaba (magyar) Asszisztensek: Berettyán Péter, Georgiou Theodoros |

- Újpest FC: Balajcza  – Nagy T., Litauszki, Heris, Mohl – Balázs (Andrić  45'), K. Hazard (Sallói  80'), Bardi, Sanković, Balogh B. (Cseke  51') – Diagne

| 19. forduló 2015. december 12., szombat 19.30 |

| Ferencváros             | 0 – 1               | Újpest                                       |
| ----------------------- | ------------------- | -------------------------------------------- |
| Nagy Á. 71' Dilaver 76' | (0 – 0) Jegyzőkönyv | 59' Diagne 45' Heris 76' Litauszki 90' Bardi |

| Groupama Aréna, Budapest Nézőszám: 17 489 Játékvezető: Kassai Viktor (magyar) Asszisztensek: Ring György, Tóth II. Vencel |

- Újpest FC: Balajcza  – Nagy T., Heris, Litauszki, Mohl – Balázs (Cseke  70'), Bardi (Sallói  90'), Balogh B., Sanković, K. Hazard (Kecskés  90') – Diagne

| 20. forduló 2016. február 13., szombat 18.00 |

| Újpest                                | 1 – 0               | Videoton               |
| ------------------------------------- | ------------------- | ---------------------- |
| K. Hazard 69' Heris 56' Litauszki 82' | (0 – 0) Jegyzőkönyv | 77' Oliveira 87' Fejes |

| Szusza Ferenc Stadion, Budapest Nézőszám: 2 564 Játékvezető: Kassai Viktor (magyar) Asszisztensek: Ring György, Tóth II. Vencel |

- Újpest FC: Balajcza  – Heris, Kálnoki Kis, Litauszki, Mohl – Andrić (Angelov  70'), Windecker, Balogh B., Bardi, K. Hazard (Cseke  83') – Lencse (Balázs  90')

| 21. forduló 2016. február 20., szombat 17.00 |

| Újpest                | 1 – 1               | MTK Budapest                                      |
| --------------------- | ------------------- | ------------------------------------------------- |
| Andrić 8' Nagy T. 80' | (1 – 1) Jegyzőkönyv | 45' 87' Torghelle 59' Střeštík 70' Kanta 90' Vass |

| Szusza Ferenc Stadion, Budapest Nézőszám: 2 746 Játékvezető: Vad II. István (magyar) Asszisztensek: Albert István, Berettyán Péter |

- Újpest FC: Balajcza  – Nagy T., Kálnoki Kis, Litauszki, Mohl – K. Hazard (Cseke  85'), Windecker, Bardi (Angelov  72'), Balogh B., Andrić – Lencse

| 22. forduló 2016. február 27., szombat 15.30 |

| Újpest                              | 1 – 1               | Debrecen                        |
| ----------------------------------- | ------------------- | ------------------------------- |
| Lencse 87' (11-esből) Windecker 23' | (0 – 1) Jegyzőkönyv | 37' (11-esből) Szakály 87′ Bódi |

| Szusza Ferenc Stadion, Budapest Nézőszám: 3 347 Játékvezető: Farkas Ádám (magyar) Asszisztensek: Király Krisztián, Márkus Tamás |

- Újpest FC: Balajcza  – Nagy T. (Kecskés Á.  18'), Heris, Litauszki, Mohl – Windecker, Bardi, Balogh B. (Kabát  79'), Andrić, K. Hazard (Angelov  45') – Lencse

### Harmadik kör
Győzelem
      Döntetlen
      Vereség
| 23. forduló 2016. március 5., szombat 15.30 |

| MTK Budapest                                             | 2 – 1               | Újpest                         |
| -------------------------------------------------------- | ------------------- | ------------------------------ |
| Střeštík 58' Hrepka 83' Vogyicska 32' Baki 52' Kanta 88' | (0 – 0) Jegyzőkönyv | 77' Bardi 35' Angelov 72' Mohl |

| Illovszky Rudolf Stadion, Budapest Nézőszám: 1 200 Játékvezető: Kassai Viktor (magyar) Asszisztensek: Erős Gábor és Horváth Róbert |

- Újpest FC: Balajcza  – Balogh B. (Kabát  72'), Kálnoki Kis, Litauszki, Mohl – Diarra, Angelov, Windecker, Andrić (K. Hazard  65'), Bardi – Lencse (Cseke  90')

| 24. forduló 2016. március 9., szerda 18.00 |

| Haladás                 | 1 – 1               | Újpest                           |
| ----------------------- | ------------------- | -------------------------------- |
| Williams 11' Iszlai 50' | (1 – 1) Jegyzőkönyv | 30' Lencse 72' Diarra 79' Andrić |

| Rohonci úti stadion, Szombathely Nézőszám: 1 728 Játékvezető: Iványi Zoltán (magyar) Asszisztensek: Buzás Balázs és Medovarszki János |

- Újpest FC: Balajcza  – Balogh B., Sanković, Litauszki, Kecskés Á. – Windecker, Bardi (Mohl  78'), Diarra, Andrić, K. Hazard (Angelov  62') – Lencse (Kabát  87')

| 25. forduló 2016. március 12., szombat 15.30 |

| Újpest                                       | 1 – 0               | Diósgyőr                             |
| -------------------------------------------- | ------------------- | ------------------------------------ |
| Andrić 90+3' Bardi 25' Diarra 40' Mohl 90+3' | (0 – 0) Jegyzőkönyv | Nemes 44' Novothny 62' Egerszegi 88' |

| Szusza Ferenc Stadion, Budapest Nézőszám: 3 017 Játékvezető: Vad II. István (magyar) Asszisztensek: Ring György és Tóth II. Vencel |

- Újpest FC: Balajcza  – Diarra, Kálnoki Kis, Litauszki, Mohl – Balogh B., Sanković, Angelov (Andrić  63'), Bardi (Kabát  82'), K. Hazard (Windecker  76') – Lencse

| 26. forduló 2016. március 19., szombat 15.30 |

| Békéscsaba               | 1 – 0               | Újpest |
| ------------------------ | ------------------- | ------ |
| Paukner 89' Birtalan 24' | (0 – 0) Jegyzőkönyv |        |

| Kórház utcai stadion, Békéscsaba Nézőszám: 1 437 Játékvezető: Erdős József (magyar) Asszisztensek: Bozó Zoltán és Farkas Balázs |

Újpest FC: Balajcza  — Diarra, Kálnoki Kis, Litauszki, Balogh B. – Bardi (Cseke  77'), Andrić, Windecker, K. Hazard – Lencse (Mohl  56'), Angelov (Kabát  63') · Fel nem használt cserék: Kovács Z. (kapus), Kecskés Á., Sanković, Filkor.
A hétközi kupameccs után ismét találkozott egymással a mezőny két lila-fehér alakulata, ezúttal Békéscsabán. Míg a kupában az újpestiek teljesen megérdemelten nyertek szerdán, addig ezúttal az Előre játszott veszélyesebben, de szünetig csak egy érvénytelen találatig, illetve néhány kihagyott helyzetig jutott, miközben az Újpest egyetlen komolyabb helyzetét Lencse László hagyta ki. A második félidő is a csabaiakról szólt, de a 89. percben már góllal is párosult a hazai fölény, Calvente szöglete után Punoševac megcsúsztatta a labdát, Matúš Paukner pedig a hosszú oldalon két méterről a hálóba továbbított, három pontot szerezve együttesének (1–0).
- Nebojša Vignjević csapata a legutóbbi öt idegenbeli bajnokijából csak egyet nyert meg, a Fradi elleni derbit.[30]

| 28. forduló 2016. április 2., szombat 20.45 |

| Vasas                                                  | 3 – 2               | Újpest                             |
| ------------------------------------------------------ | ------------------- | ---------------------------------- |
| Ádám 13' Könyves 73' Hangya 90' Grúz 36' C. Müller 79' | (1 – 1) Jegyzőkönyv | 20' 79' Andrić 78' Bardi 58' Heris |

| Illovszky Rudolf Stadion, Budapest Nézőszám: 1 200 Játékvezető: Karakó Ferenc (magyar) Asszisztensek: dr. Varga Zsolt és Márkus Tamás |

| 29. forduló 2016. április 6., szerda 15.45 |

| Újpest                                          | 2 – 0               | Budapest Honvéd                    |
| ----------------------------------------------- | ------------------- | ---------------------------------- |
| Balogh B. 45' Bardi 64' Heris 38' Litauszki 79' | (1 – 0) Jegyzőkönyv | 30' Szilágyi 72' Baráth 75' Kamber |

| Szusza Ferenc Stadion, Budapest Nézőszám: 1 131 Játékvezető: Kassai Viktor (magyar) Asszisztensek: Albert István és Buzás Balázs |

| 27. forduló 2016. április 9., szombat 18.00 |

| Újpest                                                                | 2 – 2               | Puskás Akadémia                                   |
| --------------------------------------------------------------------- | ------------------- | ------------------------------------------------- |
| Balogh 58' Kabát 90+2' Diarra 8' Sanković 39' Angelov 47' Kecskés 55' | (0 – 1) Jegyzőkönyv | 6' 45' Fiola 81' Csurko 60' Márkvárt 90+6' Zsótér |

| Szusza Ferenc Stadion, Budapest Nézőszám: 2 014 Játékvezető: Erdős József (magyar) Asszisztensek: Georgiou Theodoros és Szalai Dániel |

Gyorsan vezetést szerzett a Puskás Akadémia, az 5. percben egy szöglet után nem sikerült felszabadítania a hazai védelemnek, Zsótér Donát jobbról beadott, az érkező Fiola Attila pedig 5 méterről a kapu közepébe továbbított (0–1). A félidő folytatásában mindkét oldalon adódtak kisebb lehetőségek, de komoly veszély nem alakult ki a kapuk előtt. A szünetben kettőt cserélt az Újpest, de az 55. percben a vendégek szerezhettek volna gólt: Kecskés Ákos buktatta a 16-oson belül Mészáros Karolt, a megítélt büntetőt Pekár László végezte el, de lövését Balajcza Szabolcs kivédte. Három perccel később egyenlítettek a hazaiak, egy bal oldali beadás után a csereként beállt Balogh Balázs fejelt 11 méterről a bal sarokba (1–1). A folytatásban többet tett a gólszerzésért a Puskás Akadémia, és végül sikerült is betalálnia, a 81. percben Castillion beadását követően Csurko 9 méterről emelt a kapu közepébe (1–2). Az Újpest a hétperces hosszabbítás második percében egyenlített, Heris jobb oldali beadását követően Kabát Péter átvette a labdát, két lövését is blokkolták, harmadszorra azonban hat méterről a bal felső sarokba bombázott, döntetlenre mentve az összecsapást (2–2).
| 30. forduló 2016. április 16., szombat 18.00 (TV: M4 Sport) |

| Debreceni VSC–TEVA          | 1 – 0               | Újpest FC     |
| --------------------------- | ------------------- | ------------- |
| Tisza 82' Máté 23' Bódi 44' | (0 – 0) Jegyzőkönyv | 85' Litauszki |

| Nagyerdei stadion, Debrecen Nézőszám: 3 247 Játékvezető: Vad II István (magyar) Asszisztensek: Kelemen Attila és Márkus Tamás |

| 31. forduló 2016. április 20., szerda |

| Újpest | 1 – 1       | Paks |
| ------ | ----------- | ---- |
|        | Jegyzőkönyv |      |

| Szusza Ferenc Stadion, Budapest |

| 32. forduló 2016. április 23., szombat |

| Ferencváros | 2 – 2       | Újpest |
| ----------- | ----------- | ------ |
|             | Jegyzőkönyv |        |

| Groupama Aréna, Budapest |

| 33. forduló 2016. április 30., szombat |

| Újpest | 0 – 3       | Videoton |
| ------ | ----------- | -------- |
|        | Jegyzőkönyv |          |

| Szusza Ferenc Stadion, Budapest |

### A bajnokság állása
| #   | Csapat                       | M  | GY | D  | V  | G+ – G– | GK  | P  | Megjegyzések                                   |
| --- | ---------------------------- | -- | -- | -- | -- | ------- | --- | -- | ---------------------------------------------- |
| 1.  | Ferencvárosi TC (B, KGY) (I) | 33 | 24 | 4  | 5  | 69–23   | +46 | 76 | 2016–2017-es Bajnokok Ligája – 2. selejtezőkör |
| 2.  | Videoton CV (I)              | 33 | 17 | 4  | 12 | 42–29   | +13 | 55 | 2016–2017-es Európa-liga – 1. selejtezőkör     |
| 3.  | Debreceni VSC (I)            | 33 | 14 | 11 | 8  | 48–34   | +14 | 53 | 2016–2017-es Európa-liga – 1. selejtezőkör     |
| 4.  | MTK Budapest (I)             | 33 | 14 | 9  | 10 | 39–37   | +2  | 51 | 2016–2017-es Európa-liga – 1. selejtezőkör     |
| 5.  | Szombathelyi Haladás         | 33 | 13 | 11 | 9  | 33–37   | −4  | 50 |                                                |
| 6.  | Újpest FC                    | 33 | 11 | 13 | 9  | 42–37   | +5  | 46 |                                                |
| 7.  | Paksi FC                     | 33 | 12 | 7  | 14 | 41–40   | +1  | 43 |                                                |
| 8.  | Budapest Honvéd FC           | 33 | 12 | 7  | 14 | 40–39   | +1  | 43 |                                                |
| 9.  | Diósgyőri VTK                | 33 | 10 | 8  | 15 | 37–47   | −10 | 38 |                                                |
| 10. | Vasas SC Ú                   | 33 | 9  | 5  | 19 | 32–54   | −22 | 32 |                                                |
| 11. | Puskás Akadémia (K)          | 33 | 7  | 10 | 16 | 35–51   | −16 | 31 | NB II                                          |
| 12. | Békéscsaba 1912 Előre Ú (K)  | 33 | 6  | 9  | 18 | 25–55   | −30 | 27 | NB II                                          |

Utolsó frissítés: 2016. április 30. 
Forrás: mlsz.hu - tabella 
A rangsorolás alapszabályai: 1. összpontszám, 2. egymás elleni eredmények összpontszáma, 3. gólkülönbség, 4. szerzett gólok száma.
(B): Bajnokcsapat, (K): Kieső csapat, (F): Feljutó csapat, (I): Kupainduló, (R): A rájátszás győztese, (KGY): Kupagyőztes

### Eredmények összesítése
Az alábbi táblázatban összesítve szerepelnek az Újpest FC 2015–16-os bajnokságban elért eredményei.

A százalék számítás a 3 pontos rendszerben történik.
| Kör (forduló)            | Otthon | Otthon | Otthon | Otthon | Otthon | Otthon | Otthon | Otthon | Idegenben | Idegenben | Idegenben | Idegenben | Idegenben | Idegenben | Idegenben | Idegenben |
| Kör (forduló)            | M      | GY     | D      | V      | LG–KG  | GK     | P      | %      | M         | GY        | D         | V         | LG–KG     | GK        | P         | %         |
| ------------------------ | ------ | ------ | ------ | ------ | ------ | ------ | ------ | ------ | --------- | --------- | --------- | --------- | --------- | --------- | --------- | --------- |
| Első kör (1–11.)         | 7      | 1      | 5      | 1      | 8–7    | +1     | 8      | 38     | 4         | 1         | 1         | 2         | 5–7       | –2        | 4         | 33,3      |
| Második kör (12–21.)     | 5      | 3      | 2      | 0      | 7–3    | +4     | 11     | 73,3   | 6         | 4         | 1         | 1         | 10–4      | +6        | 13        | 72,2      |
| Harmadik kör (22–33.)    | 1      | 1      | 0      | 0      | 1–0    | +1     | 3      | 100    | 2         | 0         | 1         | 1         | 2–3       | –1        | 1         | 16,6      |
| Összesen (1–33. forduló) | 13     | 5      | 7      | 1      | 16–10  | +6     | 22     | 56,4   | 12        | 5         | 3         | 4         | 17–14     | +3        | 18        | 50        |

### Helyezések fordulónként
| Forduló  | 1  | 2  | 3  | 4  | 5  | 6  | 7  | 8  | 9  | 10 | 11 | 12 | 13 | 14 | 16 | 17 | 15 | 18 | 19 | 20 | 21 | 22 | 23 | 24 | 25 | 26 | 27 | 28 | 29 | 30 | 31 | 32 | 33 |
| -------- | -- | -- | -- | -- | -- | -- | -- | -- | -- | -- | -- | -- | -- | -- | -- | -- | -- | -- | -- | -- | -- | -- | -- | -- | -- | -- | -- | -- | -- | -- | -- | -- | -- |
| Helyszín | O  | I  | O  | O  | O  | O  | I  | O  | I  | O  | I  | I  | O  | I  | I  | I  | I  | O  | I  | O  | O  | O  | I  | I  | O  | I  | O  | I  | O  | I  | O  | I  | O  |
| Eredmény | D  | GY | GY | D  | D  | D  | V  | V  | V  | D  | D  | V  | GY | GY | GY | GY | D  | GY | GY | GY | D  | D  | V  | D  | GY |    |    |    |    |    |    |    |    |
| Helyezés | 7. | 4. | 2. | 2. | 3. | 5. | 5. | 7. | 8. | 8. | 9. | 9. | 9. | 7. | 7. | 5. | 4. | 4. | 2. | 2. | 2. | 2. | 4. | 5. | 3. |    |    |    |    |    |    |    |    |

Helyszín: O = Otthon; I = Idegenben. Eredmény: GY = győzelem; D = döntetlen; V = vereség.
A csapat helyezései fordulónként, idővonalon ábrázolva.

### Szerzett pontok ellenfelenként
Az OTP Bank Ligában lejátszott mérkőzések és a megszerzett pontok az Újpest FC szemszögéből, 
ellenfelenként bontva, a csapatok nevének abc-sorrendjében.
| Ellenfél              | Eredmény            | Eredmény            | Eredmény     | Eredmény     | Pontok | Előző 5 bajnoki szezon eredményei | Előző 5 bajnoki szezon eredményei | Előző 5 bajnoki szezon eredményei | Előző 5 bajnoki szezon eredményei | Előző 5 bajnoki szezon eredményei | Előző 5 bajnoki szezon eredményei | Előző 5 bajnoki szezon eredményei | Előző 5 bajnoki szezon eredményei | Előző 5 bajnoki szezon eredményei | Előző 5 bajnoki szezon eredményei | Örökmérleg* | Örökmérleg* | Örökmérleg* | Örökmérleg* | Örökmérleg* | Örökmérleg* |
| Ellenfél              | Első és második kör | Első és második kör | Harmadik kör | Harmadik kör | Pontok | 2014–2015                         | 2014–2015                         | 2013–2014                         | 2013–2014                         | 2012–2013                         | 2012–2013                         | 2011–2012                         | 2011–2012                         | 2010–2011                         | 2010–2011                         | M           | GY          | D           | V           | LG–KG       | GK          |
| Ellenfél              | Otthon              | Idegenben           | Otthon       | Idegenben    | Pontok | Otthon                            | Idegenben                         | Otthon                            | Idegenben                         | Otthon                            | Idegenben                         | Otthon                            | Idegenben                         | Otthon                            | Idegenben                         | M           | GY          | D           | V           | LG–KG       | GK          |
| --------------------- | ------------------- | ------------------- | ------------ | ------------ | ------ | --------------------------------- | --------------------------------- | --------------------------------- | --------------------------------- | --------------------------------- | --------------------------------- | --------------------------------- | --------------------------------- | --------------------------------- | --------------------------------- | ----------- | ----------- | ----------- | ----------- | ----------- | ----------- |
| Békéscsaba 1912 Előre | 2–0                 | 3–1                 | —            |              | 6      | —                                 | —                                 | —                                 | —                                 | —                                 | —                                 | —                                 | —                                 | —                                 | —                                 | 52          | 33          | 14          | 5           | 133–49      | 84          |
| Budapest Honvéd FC    | 1–1                 | 2–1                 |              | —            | 4      | 1–1                               | 2–2                               | 1–1                               | 2–3                               | 2–4                               | 2–2                               | 2–0                               | 0–2                               | 3–1                               | 4–1                               | 198         | 99          | 44          | 55          | 446–283     | 163         |
| Debreceni VSC         | 1–1                 | 1–1                 | —            |              | 2      | 1–0                               | 0–0                               | 1–3                               | 2–3                               | 0–0                               | 1–0                               | 1–5                               | 2–3                               | 2–2                               | 1–1                               | 88          | 42          | 29          | 17          | 182–115     | 67          |
| Diósgyőri VTK         | 2–1                 | 1–2                 | 1–0          | —            | 6      | 1–2                               | 1–1                               | 2–0                               | 0–2                               | 1–1                               | 1–2                               | 1–1                               | 0–1                               |                                   |                                   | 96          | 43          | 38          | 15          | 207–111     | 96          |
| Ferencvárosi TC       | 1–2                 | 1–0                 | —            |              | 3      | 2–1                               | 0–2                               | 1–2                               | 1–3                               | 2–1                               | 1–2                               | 1–1                               | 0–3                               | 6–0                               | 0–1                               | 214         | 59          | 57          | 98          | 300–407     | -107        |
| MTK Budapest FC       | 2–2                 | 1–2                 | 1–1          | —            | 2      | 1–0                               | 1–0                               | 0–4                               | 1–0                               | 1–1                               | 1–2                               |                                   |                                   | 2–1                               | 0–1                               | 209         | 82          | 49          | 78          | 355–356     | -1          |
| Paksi FC              | 0–0                 | 0–1                 |              | —            | 1      | 1–2                               | 0–0                               | 1–2                               | 4–2                               | 0–6                               | 2–2                               | 0–2                               | 0–2                               | 2–3                               | 1–2                               | 18          | 5           | 3           | 10          | 25–36       | -11         |
| Puskás Akadémia FC    | 2–2                 | 1–1                 |              | —            | 2      | 1–1                               | 5–4                               | 3–3                               | 2–1                               |                                   |                                   |                                   |                                   |                                   |                                   | 4           | 2           | 2           | 0           | 11–9        | 2           |
| Swietelsky Haladás    | 0–0                 | 3–0                 | —            | 1–1          | 5      | 1–0                               | 1–0                               | 1–1                               | 0–1                               | 0–1                               | 0–2                               | 4–1                               | 1–1                               | 3–1                               | 2–0                               | 113         | 68          | 27          | 18          | 259–120     | 139         |
| Vasas SC              | 2–0                 | 3–1                 | —            |              | 6      |                                   |                                   |                                   |                                   |                                   |                                   | 2–0                               | 0–3                               | 2–2                               | 0–1                               | 167         | 84          | 40          | 43          | 333–250     | 83          |
| Videoton FC           | 1–0                 | 0–3                 |              | —            | 3      | 0–1                               | 0–2                               | 1–2                               | 0–3                               | 0–1                               | 1–1                               | 0–2                               | 0–3                               | 1–0                               | 0–1                               | 96          | 37          | 21          | 38          | 146–136     | 10          |

*A 2015-16-os szezon kezdetéig

## Magyar kupa

### Mérkőzések
Győzelem
      Döntetlen
      Vereség
| 1. forduló 2015. augusztus 12., péntek 17.00 |

| Vértessomlói KSK (megye I.)            | 1 – 14              | Újpest |
| -------------------------------------- | ------------------- | --- |
| Igó 84' (11-esből) Tóth L. R. 19′, 66′ | (0 – 9) Jegyzőkönyv | 5' 18' 20' 68' Bardhi 6' 25' 30' 55' Sallói 14' 29' Balogh 15' Tóth 40' Cseke 75' 80' (11-esből) 90' Suljić 84' Litauszki |

| Vértessomló KSK Sportpálya, Vértessomló Játékvezető: Németh Renáta (magyar) Asszisztensek: Horváth Zoltán, Németh Imre |

- Újpest FC: Kovács Z. – Nagy G. (Gubacsi  46'), Litauszki , Kálnoki Kis, Mohl (K. Hazard  68') – Sanković (Suljić  61'), Balogh B., Cseke – Sallói, Bardhi, Tóth P.

| 2. forduló 2015. szeptember 23., szerda 15.00 |

| Celldömölki VSE (megye I.) | 0 – 9               | Újpest                                                                             |
| -------------------------- | ------------------- | ---------------------------------------------------------------------------------- |
| Enyingi 62'                | (0 – 5) Jegyzőkönyv | 12' 24' 42' 85' Kabát 15' Cseke 30' 75' Nagy G. 81' Balázs 88' Bardhi 42' Sanković |

| Kolozsvár utcai sporttelep, Celldömölk Nézőszám: 1 000 Játékvezető: Molnár Attila (magyar) Asszisztensek: Kepe Arnold, Keszthelyi Tamás |

- Újpest FC: Kovács Z. – Nagy T. (Gubacsi  77'), Heris, Kecskés, Forró – Sanković (Sallói  60'), Bardhi, Filkor (Balázs  60'), Cseke, Nagy G. – Kabát

| 3. forduló 2015. október 14., szerda 14.00 |

| Velence SE (megye I.)                | 1 – 2               | Újpest        |
| ------------------------------------ | ------------------- | ------------- |
| Király 30' 61' Totsche 60' Kanyó 84' | (1 – 0) Jegyzőkönyv | 47' 49' Kabát |

| Velence SE Sporttelep, Velence Nézőszám: 400 Játékvezető: Gyarmati II. Tibor (magyar) Asszisztensek: Kovács II. Gábor, Vígh-Tarsonyi Gergő |

- Újpest FC: Kovács Z. – Nagy G., Litauszki, Kálnoki Kis, Forró – Sanković (Andrić  45'), Balogh B., Cseke, Sallói (Diagne  84'), Perović (Balázs  59') – Kabát

| Nyolcaddöntő Első mérkőzés 2015. október 28., szerda 13.30 |

| Zalaegerszeg (NB II.) | 0 – 5               | Újpest                                         |
| --------------------- | ------------------- | ---------------------------------------------- |
|                       | (0 – 4) Jegyzőkönyv | 16' Mohl 21' Sallói 37' Andrić 45' 50' Perović |

| Kossuth Lajos utcai Pálya, Hévíz Nézőszám: 900 Játékvezető: Szilasi Szabolcs (magyar) Asszisztensek: Takács Gábor, Mohos Milán |

- Újpest FC: Kovács Z. – Nagy T., Heris, Kálnoki Kis, Mohl – Balogh B., Nagy G. (Bardhi  77'), Sanković, Andrić (K. Hazard  68') – Kabát  (Perović  22'), Sallói

| Nyolcaddöntő Második mérkőzés 2015. november 18., szerda 18.00 |

| Újpest                   | 1 – 1               | Zalaegerszeg (NB II.)            |
| ------------------------ | ------------------- | -------------------------------- |
| Balogh B. 66' (11-esből) | (0 – 0) Jegyzőkönyv | 80' Szakály 33' Fodor 65' Gyagya |

| Szusza Ferenc Stadion, Budapest Nézőszám: 500 Játékvezető: Radványi Ádám (magyar) Asszisztensek: Márkus Tamás, Punyi Gyula |

- Újpest FC: Kovács Z. – Nagy T., Heris, Litauszki , Forró – Balogh B., Nagy G. (Andrić  57'), Cseke, K. Hazard (Balázs  78') – Sallói, Perović (Diagne  63')

Továbbjutott az Újpest, 6–1-es összesítéssel.
| Negyeddöntő Első mérkőzés 2016. február 10., szerda 18.00 |

| Újpest                                                                                     | 8 – 1               | Tiszaújváros (NB III.) |
| ------------------------------------------------------------------------------------------ | ------------------- | ---------------------- |
| Andrić 42' 48' Balogh B. 45' 57' Katona B. 60' Bardhi 62' K. Hazard 65' Mohl 73' Heris 21' | (2 – 1) Jegyzőkönyv | 11' Katona B.          |

| Szusza Ferenc Stadion, Budapest Nézőszám: 600 Játékvezető: Erdős József (magyar) Asszisztensek: Erős Gábor, Viszokai László |

- Újpest FC: Balajcza  – Heris, Kecskés, Litauszki, Mohl – Windecker, Bardhi, Balogh B., K. Hazard (Filkor  69'), Balázs (Angelov  59') – Andrić (Cseke  69')

| Negyeddöntő Második mérkőzés 2016. március 2., szerda 13.30 |

| Tiszaújváros (NB III.) | 0 – 2               | Újpest                                             |
| ---------------------- | ------------------- | -------------------------------------------------- |
| Czégel 29'             | (0 – 0) Jegyzőkönyv | 60' 43' Cseke 80' Kabát 53' Kálnoki Kis 82' Diarra |

| Tiszaújvárosi Sport Park, Tiszaújváros Nézőszám: 700 Játékvezető: Bogár Gergő (magyar) Asszisztensek: Vígh-Tarsonyi Gergő, Szert Balázs |

- Újpest FC: Kovács Z. – Kecskés Á., Kálnoki Kis, Balogh B. (Mohl  45') – Pávkovics, Sanković, Cseke (Angelov  70'), Diarra – Filkor (Bardhi  77'), Kabát , Gere

Továbbjutott az Újpest, 10–1-es összesítéssel.
| Elődöntő Első mérkőzés 2016. március 16., szerda 16.00 (TV: M4 Sport) |

| Újpest FC                | 2 – 0               | Békéscsaba 1912 Előre |
| ------------------------ | ------------------- | --------------------- |
| Lencse 53' 87' Kabát 33' | (0 – 0) Jegyzőkönyv | 58' Calvente          |

| Szusza Ferenc Stadion, Budapest Nézőszám: 825 Játékvezető: Solymosi Péter (magyar) Asszisztensek: Horváth Róbert és Szalai Dániel |

| Elődöntő Második mérkőzés 2016. április 12., szerda 18.00 |

| Békéscsaba                            | 1 – 1               | Újpest     |
| ------------------------------------- | ------------------- | ---------- |
| Birtalan 35' Laczkó 57' Punoševac 84' | (1 – 0) Jegyzőkönyv | 65' Andrić |

| Kórház utcai stadion, Békéscsaba Játékvezető: Szabó Zsolt (magyar) Asszisztensek: Berettyán Péter és dr. Varga Zsolt |

Továbbjutott az Újpest, 3–1-es összesítéssel.
| Döntő 2016. május 7., szombat 20.30 |

| Újpest                     | 0 – 1               | Ferencváros                      |
| -------------------------- | ------------------- | -------------------------------- |
| Litauszki 25' Diarra 90+2' | (0 – 0) Jegyzőkönyv | 78' Gera 57' Gyömbér 90' Ramírez |

| Groupama Aréna, Budapest Játékvezető: Iványi Zoltán (magyar) Asszisztensek: Berettyán Péter és Theodoros Georgiou |

## Felkészülési mérkőzések
Győzelem
      Döntetlen
      Vereség

### Nyár
| 2015. június 20., szombat 11.00 |

| Újpest                  | 2 – 1               | UTE U21    |
| ----------------------- | ------------------- | ---------- |
| Bacanin 18' Nagy G. 37' | (1 – 1) Jegyzőkönyv | 10' Száraz |

| Szusza Ferenc Stadion edzőpálya, Budapest |

- Újpest FC: Balajcza, Nego, Heris, Gubacsi, Litauszki, Balogh B., Kubanek, Tóth, Bacanin, Sanković, Suljić

| 2015. június 27., szombat 14.00 |

| Újpest    | 1 – 2               | Békéscsaba              |
| --------- | ------------------- | ----------------------- |
| Heris 13' | (1 – 1) Jegyzőkönyv | 24' Borbély 73' Prasler |

| Szusza Ferenc Stadion, Budapest |

- Újpest FC: Balajcza, Nego, Heris, Sanković, Balogh B., Perović, Mohl, Nagy G., Kálnoki, Forró, Suljić

| 2015. július 1., szerda 19.00 |

| KAA Gent | 0 – 1               | Újpest |
| -------- | ------------------- | ------ |
|          | (0 – 0) Jegyzőkönyv | Nego   |

| Gent, Belgium |

- Újpest FC: Balajcza, Nego, Heris, Kálnoki Kis, Forró, Mohl, Windecker, Balogh, Nagy G., Perovic, Suljic

| 2015. július 4., szombat 19.00 |

| Sint-Truidense       | 2 – 2               | Újpest                |
| -------------------- | ------------------- | --------------------- |
| Mbombo 59' Dompé 77' | (0 – 2) Jegyzőkönyv | 35' Hazard 39' Sallói |

| Sint-Truiden, Belgium |

- Újpest FC: Kovács, Heris, Kálnoki, Mohl, Balogh, Sankovics, Pávkovics, Suljic, Tóth, Sallói, Hazard

| 2015. július 10., péntek 19.00 |

| KV Oostende                      | 2 – 1               | Újpest     |
| -------------------------------- | ------------------- | ---------- |
| Virton 52' Cyriac 56' (11-esből) | (0 – 0) Jegyzőkönyv | 61' Jounes |

| Oostende, Belgium |

- Újpest FC: Balajcza, Heris, Kálnoki, Forró, Balogh, Sankovics, Abrahams, Perovics, Suljic, Hazard, Jounes, Kovács, Gubacsi, Cseke, Gadze

### Ősz
| 2015. október 10., szombat 11.00 |

| Újpest                | 2 – 0               | BFC Siófok (NB II) |
| --------------------- | ------------------- | ------------------ |
| Hazard 48' Diagne 84' | (0 – 0) Jegyzőkönyv |                    |

| Szusza Ferenc Stadion, Budapest |

- Újpest FC (1. félidő): Kovács Z. – Nagy G., Kálnoki Kis, Heris, Forró – Sanković, Diarra, Cseke, Sallói, Perović – Kabát
- Újpest FC (2. félidő): Balajcza  – Nagy T., Kálnoki Kis, Litauszki, Mohl – Balogh B., Diarra, Balázs, Andrić, K. Hazard – Diagne

| 2015. november 6., péntek 13.00 |

| Újpest     | 1 – 2               | Paks                    |
| ---------- | ------------------- | ----------------------- |
| Balogh 44' | (1 – 1) Jegyzőkönyv | 14' Bajner 81' Frőhlich |

| Szusza Ferenc Stadion, Budapest Játékvezető: Böcskei Balázs (magyar) Asszisztensek: Szalai Dániel és Szalai Balázs |

- Újpest FC (1. félidő): Balajcza  — Nagy T., Heris, Kálnoki Kis, Mohl — Diarra, Balogh, Nagy G., Balázs — Hazard, Diagne
- Újpest FC (2. félidő): Kovács Z. — Nagy T. (Bogdán  82'), Forró, Kálnoki Kis, Mohl — Diarra (Gere  61'), Sanković, Andrić, Sallói — Hazard (Cseke  61'), Perović

| 2015. november 13., péntek 13.00 |

| Dunaújváros PASE (NB II) | 2 – 2               | Újpest              |
| ------------------------ | ------------------- | ------------------- |
| Magasföldi 40' 90'       | (1 – 1) Jegyzőkönyv | 44' Mohl 70' Diagne |

| Dunaferr Aréna, Dunaújváros |

- Újpest FC (1. félidő): Kovács Z. – Heris, Kálnoki Kis, Litauszki , Mohl – Nagy G., Balogh B., Sanković, Andrić – Perović, Diagne
- Újpest FC (2. félidő): Balajcza  – Heris, Kálnoki Kis, Litauszki (Nagy T.  59'), Forró – Balogh B. (Balázs  59'), Sanković, Kylian Hazard, Andrić (Diarra  59') – Sallói, Diagne (Cseke  74')

### Tél
| 2016. január 16., szombat 11.00 |

| Újpest                              | 5 – 1               | Monor SE (NB III) |
| ----------------------------------- | ------------------- | ----------------- |
| Perović Balogh B. Bardhi Kabát Gere | (3 – 1) Jegyzőkönyv | Gól               |

| Dunakeszi |

- Újpest FC: Balajcza  – Bonney, Kecskés, Litauszki Mohl – K. Hazard, Bardhi, Sanković, Balogh B., Balázs – Perović
Pályára lépett még: Kovács Z., Bauer, Nagy T., Windecker, Filkor, Gere, Pávkovics, Andrić, Mihály, Kabát

| 2016. január 20., szerda 15.00 |

| FC Wil (Svájc II.)            | 2 – 1               | Újpest                |
| ----------------------------- | ------------------- | --------------------- |
| Koller 45' Söylemezgiller 78' | (1 – 0) Jegyzőkönyv | 59' (11-esből) Andrić |

| Antalya, Törökország |

- Újpest FC: Balajcza  – Bonney, Litauszki, Kecskés, Mohl – Sanković, Bardhi, K. Hazard, Balázs, Andrić – Perović
Pályára lépett még: Kovács Z., Kálnoki Kis, Windecker, Filkor, Gere, Mihály, Kabát

| 2016. január 23., szombat 15.00 |

| Nürnberg (Németország II.)  | 2 – 1               | Újpest        |
| --------------------------- | ------------------- | ------------- |
| Stieber 32' Burgstellar 85' | (1 – 1) Jegyzőkönyv | 11' K. Hazard |

| Antalya, Törökország |

- Újpest FC: Balajcza  – Nagy T., Kálnoki Kis, Kecskés, Gere – Windecker, Balogh B. (Bonney  30'), K. Hazard, Andrić, Bardhi – Kabát

| 2016. január 26., kedd 18.00 |

| Steaua București (Románia I.) | 2 – 0               | Újpest |
| ----------------------------- | ------------------- | ------ |
| Stanciu 32' Popa 85'          | (1 – 0) Jegyzőkönyv |        |

| Antalya, Törökország |

- Újpest FC: Banai (Balajcza  63') – Nagy T., Kálnoki Kis, Litauszki  (Bonney  81'), Mohl – Bardhi, Sanković, Andrić (Csima  74'), Balázs Benjámin, K. Hazard – Kabát
Pályára lépett még: Kecskés  63', Windecker  63', Angelov  63', Perović  63'

| 2016. január 29., péntek 15.00 |

| Carl Zeiss Jena (Németország IV.) | 3 – 0               | Újpest |
| --------------------------------- | ------------------- | ------ |
| Buval 4' Starke 36' Wolfram 86'   | (2 – 0) Jegyzőkönyv |        |

| Antalya, Törökország |

- Újpest FC (1. félidő): Kovács Z. – Bonney, Heris, Kecskés Á., Mohl – Windecker, Csima, Gere, Filkor, Andrić – Perović
Újpest FC (2. félidő): Banai – Nagy T., Kálnoki Kis, Litauszki, Pávkovics – Bogdán, Balázs, Bardhi, K. Hazard, Angelov – Kabát

| 2016. február 3., szerda 14.00 |

| Újpest      | 1 – 0               | Szigetszentmiklós |
| ----------- | ------------------- | ----------------- |
| Angelov 59' | (0 – 0) Jegyzőkönyv |                   |

| Szusza Ferenc Stadion, Budapest |

- Újpest FC: Balajcza  (Kovács Z.  62') – Nagy T., Kecskés Á., Litauszki, Mohl – Balázs, Windecker, K. Hazard, Bardhi, Angelov – Perović (Kabát  45')
Pályára lépett még: Heris  62', Kálnoki Kis  62', Gere  62', Filkor  62'